# نرم‌افزار مدیریت از راه دور
یک ابزار مدیریت از راه دور ( به انگلیسی: RAT:remote access trojan ) یک نمونه از نرم‌افزار است که به "اپراتور" اجازه می‌دهد تا از راه دور یک سیستم را کنترل کند. در حالی که به اشتراک گذاری دسکتاپ و مدیریت از راه دور دارای مصارف قانونی زیادی است؛ اما "RAT" نرم‌افزاری است که معمولاً با فعالیت‌های جنایی یا مخرب همراه است. نرم‌افزارهای مخرب RAT معمولاً بدون اطلاع قربانی نصب می‌شوند، و اغلب به عنوان یک اسب تروجان هستند؛ و سعی خواهد کرد که عملیات خود را از قربانی و نرم‌افزارهای امنیتی مخفی کند.
اپراتور RAT فقط از طریق اتصال به شبکه می‌تواند سیستم‌ها را کنترل کند. این ابزار می‌تواند قابلیت‌های زیر را ارائه دهد:
- ضبط صفحه نمایش / دوربین یا کنترل تصویر[۲]
- مدیریت فایل (دانلود/آپلود/اجرا/و غیره)[۳]
- کنترل (command prompt)[۴]
- کنترل کامپیوتر (خاموش کردن/روشن کردن/خروج از سیستم اگر ویژگی از راه دور پشتیبانی شود)
- مدیریت رجیستری (پرس و جو/اضافه کردن/حذف/تغییر)[۵]
- ویرانگر سخت افزار (overclocker)[۶]

عملکرد اصلی آن برای یک اپراتور، به دست آوردن دسترسی از راه دور به رایانه‌های شخصی است.

## اسب‌های تروجان RAT
بسیاری از تروجان‌ها در حال حاضر به یک فرد اجازه می‌دهد که کامپیوتر قربانی را به صورت مخفی کنترل کند. چند بار یک فایل (که اغلب به نام مشتری هستند) باید بر روی کامپیوتر قربانی اجرا شود؛ قبل از اینکه هکر بتواند به آن دسترسی داشته باشد. این به‌طور کلی از طریق ایمیل P2P اشتراک گذاری فایل نرم‌افزار و دانلود از اینترنت ارسال می‌شود. آن‌ها معمولاً به صورت مبدل به عنوان یک برنامه قانونی یا فایل هستند. بسیاری از مشتریان/اینترنتی پیام جعلی را مشاهده می‌کنند؛ در هنگام بازکردن به نظر می‌رسد که باز نمی‌شوند. برخی نیز آنتی ویروس و فایروال را غیرفعال می‌کنند. نرم‌افزارهای تروجان RAT می‌توانند به‌طور کلی کارهای زیر را انجام دهند:
- مسدود کردن موس و صفحه کلید
- تغییر تصاویر پس زمینه دسکتاپ
- دانلود، ارسال، حذف و تغییر نام یک فایل
- از بین برنده سخت افزار با اورکلاک
- انداختن ویروس‌ها و کرم‌ها
- ویرایش رجیستری
- فرمت درایورها
- سرقت کلمات عبور و شماره کارت اعتباری
- تغییر صفحه خانگی مرورگر
- مخفی کردن آیکون‌های دسکتاپ با نوار وظیفه و فایل‌ها
- نصب مخفی برنامه‌ها
- ورود به سیستم کلید
- بازکردن CD-ROM
- ارسال جعبه پیام
- پخش کردن صداها
- کنترل ماوس یا صفحه کلید
- ضبط صدا با میکروفون متصل
- ضبط ویدئو با یک وبکم متصل
- نمایش خطاهای جعلی
- خاموش کردن، راه اندازی مجدد، وارد کردن، خاموش کردن مانیتور
- ضبط و کنترل از راه دور صفحه نمایش قربانی
- مشاهده و شروع به کنترل انجام وظایف در task manager
- اجازه گشت و گذار در وب توسط آی پی قربانی را می‌دهد

طراحی خوب از RAT به اپراتور توانایی انجام هر کاری را که قبلاً توانایی انجام فیزیکی آن را داشته، می‌دهد.

## نرم‌افزارهای معروف RAT و تروجان‌ها
- بک اریفایس (اسب تروآ)
- نت‌باس
- iControl
- PlugX
- PoisonIvy
- Blackshades
- Sub Seven
- PixelRat
- Beast Trojan
- بیفروست
- دارک کامت
- LANfiltrator
- Win32.Hlsdir
- Optix Pro
- Quasar Rat
- Darktrack